# Don Pasquale
Don Pasquale ist eine Opera buffa in drei Akten. Das Libretto stammt von „M. A.“ (Giovanni Ruffini und Gaetano Donizetti nach älterer Vorlage) und die Musik von Gaetano Donizetti. Die Uraufführung war am 3. Januar 1843 im Pariser Théâtre-Italien.
Die Oper ist eine der berühmtesten ihres Genres und gehört zusammen mit L’elisir d’amore und Lucia di Lammermoor zu den wenigen Werken von Donizetti, die seit dem 19. Jahrhundert eine fast durchgehende Aufführungstradition haben.

## Handlung
Das Libretto geht auf das Thema des ungleichen Paares zurück. In Anlehnung an die Komödien Carlo Goldonis lehnen sich die Figuren zwar mehr oder weniger eng an Typen der Commedia dell’arte an, erhalten aber durch sentimentale Züge, d. h. durch die Fähigkeit, Trauer, Schmerz oder Reue zu empfinden und auszudrücken, eine über ihre Typenhaftigkeit hinausgehende Differenzierung.

### Erster Akt
Salon in Don Pasquales Haus
Der reiche, geizige und schon etwas ältere Junggeselle Don Pasquale will heiraten. Sein Neffe Ernesto liebt die junge aber mittellose Witwe Norina, soll aber eine reiche Dame heiraten. Als er sich weigert, fordert ihn sein Onkel auf, das Haus zu verlassen. Malatesta erscheint und erzählt, er habe eine geeignete Braut für den alten Hagestolz gefunden: seine eigene, im Kloster erzogene Schwester Sofronia. Dies ist niemand anderes als Norina, nur wurde Ernesto noch nicht in Malatestas Pläne eingeweiht.
Zimmer in Norinas Haus
Beim Lesen eines Romans verfällt die kapriziöse Norina in Träumereien über eigene Liebesabenteuer. Malatesta unterbreitet ihr seinen Plan: Sie soll, verkleidet als Unschuld vom Lande, Don Pasquale zum Schein heiraten und ihm dann als Biest das Leben zur Hölle machen. Beide schwelgen in Schadenfreude.

### Zweiter Akt
Salon in Pasquales Haus

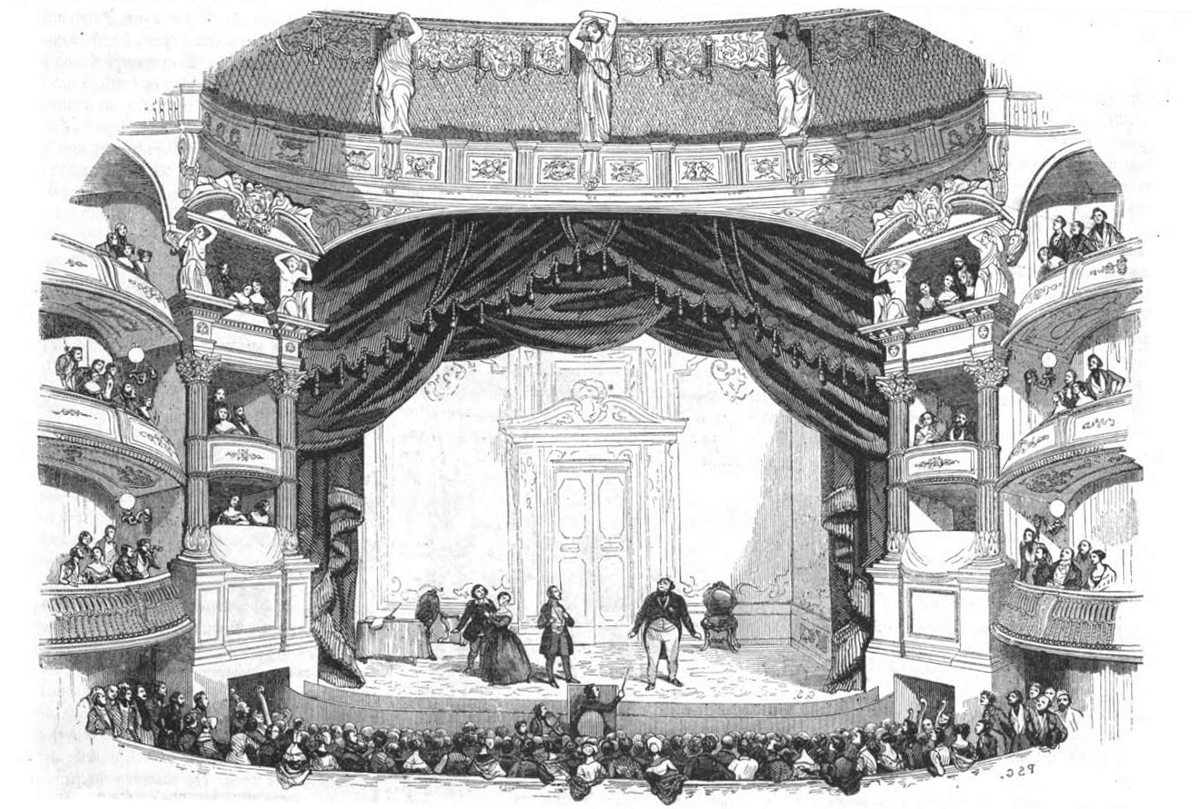
Don Pasquale, 2. Akt. Aufführung in der Salle Ventadour in Paris, 1843.

Ernesto nimmt innerlich Abschied von Norina und macht sich auf den Weg in die weite Welt. Malatesta führt die verschleierte Norina herein. Don Pasquale ist von ihrer schönen Gestalt und Schüchternheit entzückt und will sie sogleich heiraten. Ein falscher Notar kommt mit einem Ehevertrag, Malatesta und der inzwischen in die Intrige eingeweihte Ernesto sind Zeugen. Kaum ist der Vertrag unterschrieben, bandelt Norina vor den Augen ihres „Ehemannes“ mit Ernesto an und stellt neue Diener ein. Sie verhöhnt Don Pasquale und droht ihm mit Ohrfeigen.

### Dritter Akt
Salon in Pasquales Haus
Diener bringen Unmengen an Luxus- und Modeartikeln herein. Norina erklärt Don Pasquale, sie wolle ins Theater gehen. Als er ihr das verbietet, ohrfeigt und verhöhnt sie ihn. Absichtsvoll lässt sie einen Brief fallen: Statt ins Theater zu gehen, trifft sie sich mit Ernesto im Garten. In seiner Not ruft Don Pasquale Doktor Malatesta. Der zeigt sich erbost über das Verhalten seiner „Schwester“. Beide wollen das junge Paar im Garten in flagranti erwischen.
Garten hinter Pasquales Haus

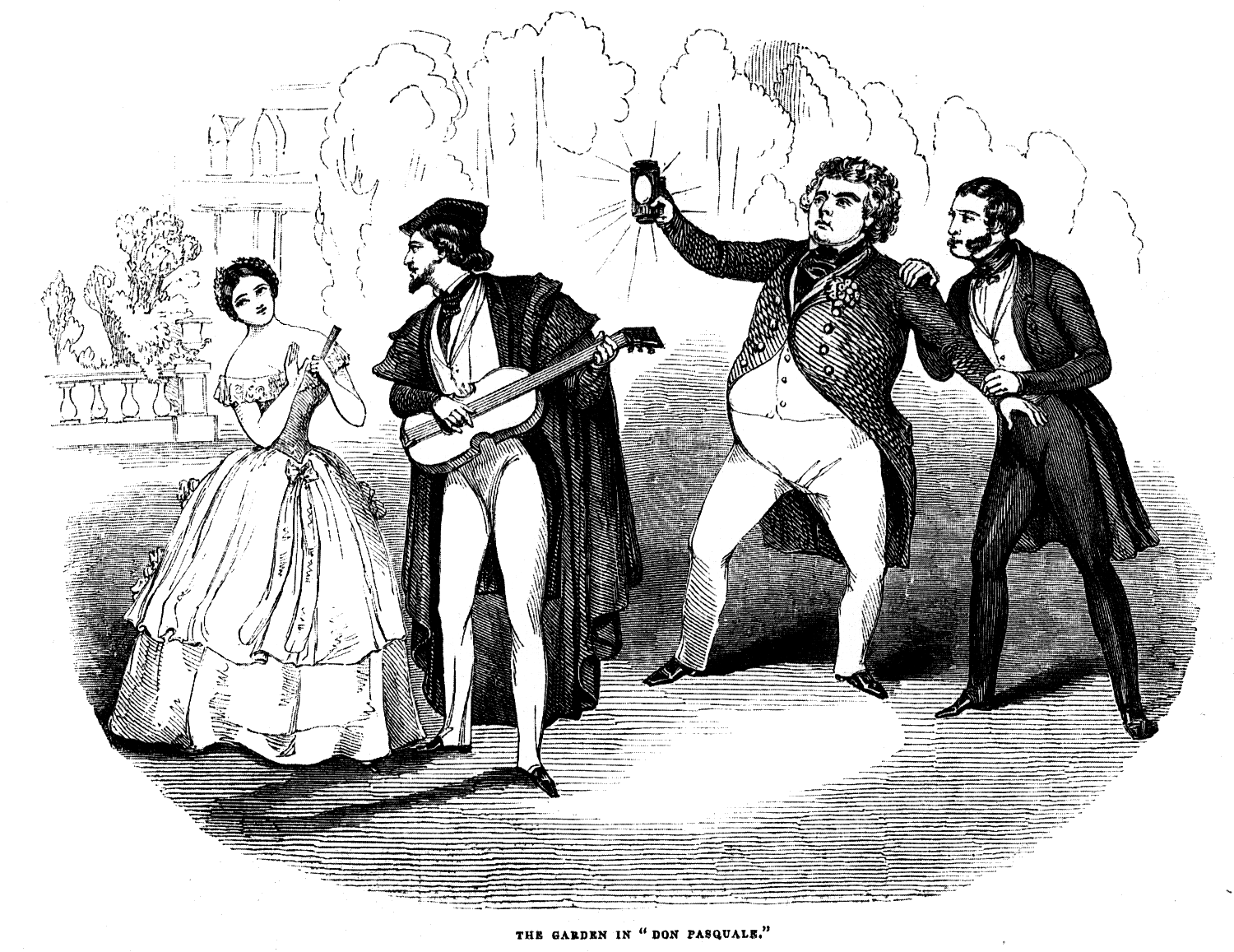
Don Pasquale 1843 bei der Premiere in London

Ernesto erwartet im Garten sehnsüchtig seine Geliebte, die auch bald erscheint. Beide versichern einander ihre Liebe. Malatesta und Don Pasquale kommen herbei. Malatesta erklärt dem verdutzten Don Pasquale, Ernesto sei gar nicht in „Sofronia“ verliebt, sondern wolle mit seiner Verlobten wieder in das Haus einziehen. Als „Sofronia“ sich entrüstet weigert, das Haus mit einer anderen Frau zu teilen, sieht Don Pasquale eine Möglichkeit, seine Frau loszuwerden und stimmt zu, verspricht Ernesto sogar eine Menge Geld. Da enthüllt ihm Malatesta „Sofronias“ wahre Identität. Don Pasquale steht zu seinen Versprechen, denn er sieht ein, dass ein alter Hagestolz von jungen Frauen keine Liebe zu erwarten hat.

## Entstehung
Im September 1842, als sich Donizetti in Paris aufhielt, schloss er mit dem Théâtre-Italien einen Vertrag für eine neue Oper. Er wählte ein heiteres Sujet: Ser Marcantonio, ein Libretto von Angelo Anelli, das der heute vergessene Stefano Pavesi schon 1810 vertont hatte. Die Vorlage wurde nur wenig abgewandelt und unter dem Monogramm „M. A.“ veröffentlicht, was für „Maestro Anonimo“ oder „Marc Antonio“ stehen kann. Giovanni Ruffini war sicher an der Ausarbeitung des Librettos beteiligt; inwieweit er und inwieweit Donizetti selbst, lässt sich nicht mehr klären. Als Donizetti erfuhr, dass der für Wien vorgesehene Stoff von Caterina Cornaro gleichzeitig auch von Franz Lachner vertont wurde, unterbrach er die Arbeit an dieser Oper. Am 12. November berichtete er Antonio Vasselli, er habe Don Pasquale fertiggestellt.

## Aufführungsgeschichte
Die Uraufführung, für Dezember 1842 vorgesehen, fand am 3. Januar 1843 in Anwesenheit des Komponisten statt. Die musikalische Leitung hatte Théophile Tilmant, Regie führte Toussaint-Eugène-Ernest Mocker, und das Bühnenbild stammte von Domenico Ferri. Sehr ungewöhnlich für die Uraufführung einer Buffa-Oper war die Starbesetzung mit Luigi Lablache (Don Pasquale), Antonio Tamburini (Malatesta), Mario (Ernesto), Giulia Grisi (Norina) und Federico Lablache (Notar).
Don Pasquale war sofort ein Riesenerfolg, wie ihn zuvor in Paris nur Bellinis I puritani (1835) gehabt hatte. Die Oper wurde noch im selben Jahr mit derselben Besetzung in London gegeben (Premiere am 29. Juni 1843), und am 14. Mai 1843 zum ersten Mal am Wiener Kärntnertor-Theater – mit kleinen Änderungen durch Donizetti. Mit unglaublicher Geschwindigkeit verbreitete sich das Werk an anderen Bühnen in Europa und international. Die amerikanische Erstaufführung fand am 7. Januar 1845 in New Orleans statt.

## Gestaltung

### Instrumentation
Die Orchesterbesetzung der Oper enthält die folgenden Instrumente:
- Holzbläser: zwei Flöten (2. auch Piccolo), zwei Oboen, zwei Klarinetten, zwei Fagotte
- Blechbläser: vier Hörner, zwei Trompeten, drei Posaunen
- Pauken, Schlagzeug: große Trommel, Becken
- Streicher
- Bühnenmusik: Tamburin, zwei Gitarren

### Musik
Don Pasquale gilt oft als die letzte bedeutende Opera buffa, auch wenn danach noch einige durchaus erfolgreiche Werke dieser Gattung entstanden, unter anderem von den Brüdern Federico und Luigi Ricci. Die Musik des Don Pasquale besteht laut Partitur aus 13 Nummern, die durch orchesterbegleitete Rezitative miteinander verbunden sind. Die Oper ist also durchkomponiert, was sie nicht nur von den Opere buffe von Mozart, Cimarosa und Rossini unterscheidet, sondern auch von Donizettis eigenem elf Jahre zuvor entstandenen L’elisir d’amore, wo es noch kurze continuo-begleitete Secco-Rezitative gibt. Schon an diesem Detail wird deutlich, dass Donizetti die Gattung hier zu modernisieren versuchte.

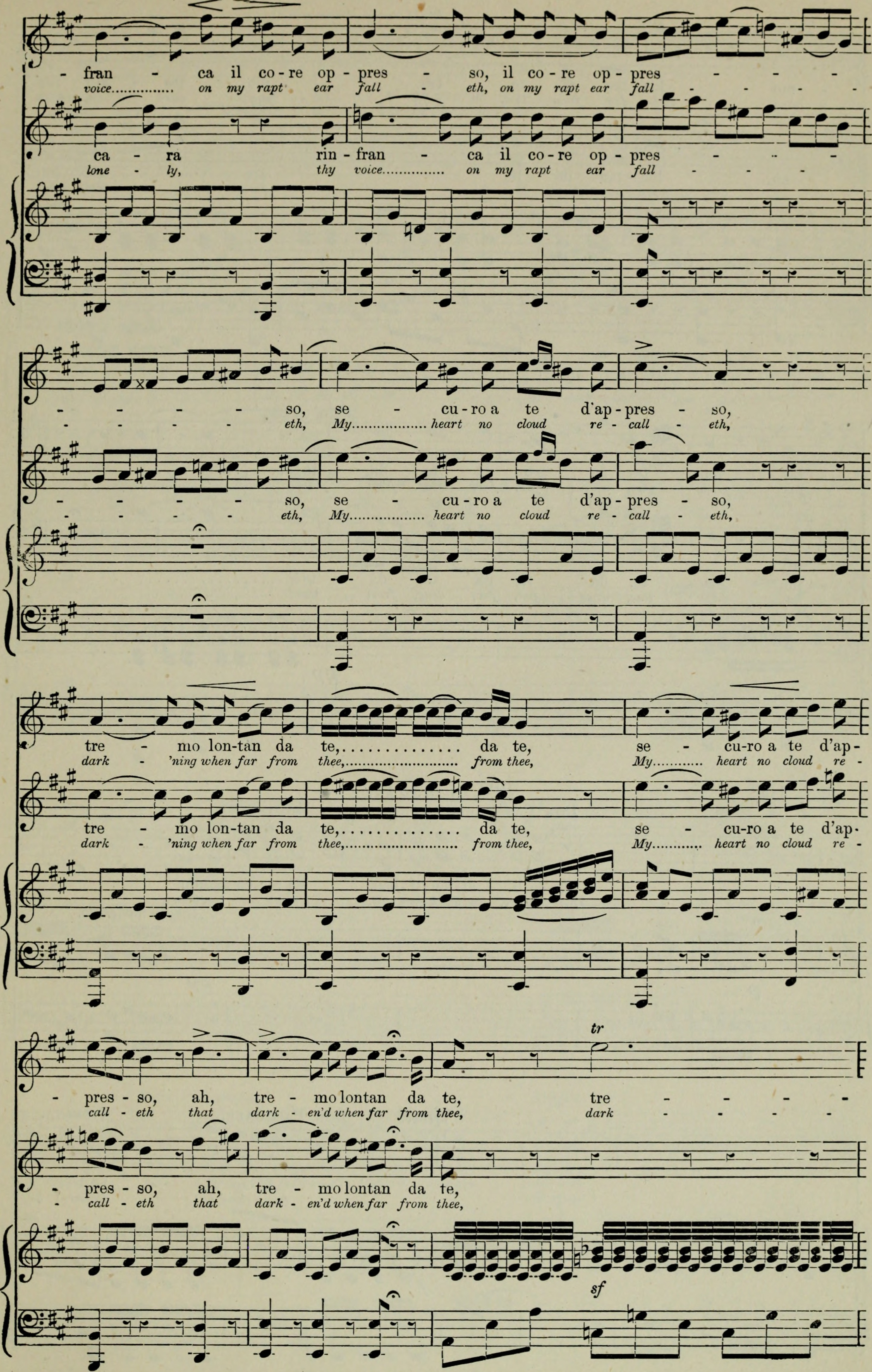
Ausschnitt aus dem Duett Norina-Ernesto „Tornami a dir che m’ami...“, Akt III (Klavierauszug)

Auch wenn er typische Merkmale der italienischen Buffa-Oper – wie den rasant plappernden Parlando-Stil, der an Rossinis Barbiere di Siviglia erinnert – beibehält und effektvoll einsetzt, mischt Donizetti diese in Don Pasquale auch mit Stilelementen der französischen Opéra comique, die ebenfalls durch Rossini beeinflusst war. Da es sich um eine von Donizettis letzten Opern handelt, finden sich hier außerdem die typischen Merkmale seines teilweise schon hochromantischen Spätstils, wie eine feinsinnige (besonders durch französische Vorbilder angeregte) Instrumentation und Harmonisierung. Das Ergebnis ist eine einfallsreiche, über weite Teile spritzige und komödiantische Musik, die aber auch einige lyrische, idyllische und sogar melancholische Momente aufweist.
Die einleitende Ouvertüre ist ein Potpourri mit den interessantesten und schönsten Melodien der Oper. Der ungewöhnlichste Instrumentations-Effekt der Partitur ist die Verwendung einer ganz lyrisch und cantabel geführten Solo-Trompete im Vorspiel zu Ernestos trauriger „Abschieds“-Szene „Povero Ernesto ... Cercherò lontana terra“ zu Beginn von Akt II (dieses sehr berühmte Stück war noch über hundert Jahre später vermutlich Vorbild für die rührende Idee der Trompete spielenden Gelsomina in Fellinis Film La strada). Der poetische Höhepunkt der Oper sind zu Beginn des dritten Aktes die gitarrenbegleitete Serenade „Comé gentil...“ des Ernesto, mit einem hinter der Bühne singenden Chor, und das direkt darauf folgende, pianissimo zu singende Duett „Tornami a dir che m’ami...“, das in seiner zauberhaften belcantistischen Süße an Rossinis Armida (1817) erinnert. Weitere musikalische Glanzstücke sind Norinas Koloraturarien.

## Aufnahmen (Auswahl)
Von der Oper wurden sehr viele Aufnahmen gemacht, sowohl Studio-, als Live-Aufnahmen und auch Filme, eine ausführlichere Liste findet man auf der Website von Operadis (siehe unten Weblinks).

### CD
- 1932: mit Adelaide Saraceni (Norina), Tito Schipa (Ernesto), Ernesto Badini (Don Pasquale), Afro Poli (Malatesta) u. a., Chor und Orchester der Mailänder Scala, Dir.: Carlo Sabajno (La Voce del Padrone; später wiederveröffentlicht)
- 1964: mit Graziella Sciutti (Norina), Juan Oncina (Ernesto), Fernando Corena (Don Pasquale), Tom Krause (Malatesta) u. a., Chor der Wiener Staatsoper, Wiener Philharmoniker, Dir.: István Kertész (Decca; später wiederveröffentlicht)
- 1978: mit Beverly Sills (Norina), Alfredo Kraus (Ernesto), Donald Gramm (Don Pasquale), Alan Titus (Malatesta) u. a., Ambrosian Opera Chorus, London Symphony Orchestra, Dir.: Sarah Caldwell (EMI)
- 1979: mit Lucia Popp (Norina), Francisco Araiza (Ernesto), Yevgeny Nesterenko (Don Pasquale), Bernd Weikl (Malatesta) u. a., Chor des Bayerischen Rundfunks, Münchner Rundfunkorchester, Dir.: Heinz Wallberg (RCA, später wiederveröffentlicht)
- 1983: mit Mirella Freni (Norina), Gösta Winbergh (Ernesto), Sesto Bruscantini (Don Pasquale), Leo Nucci (Malatesta) u. a., Ambrosian Opera Chorus, Philharmonia Orchestra, Dir.: Riccardo Muti (EMI)
- 1990: mit Barbara Hendricks (Norina), Luca Canonici (Ernesto), Gabriel Bacquier (Don Pasquale), Gino Quilico (Malatesta) u. a., Chor und Orchester der Opéra de Lyon, Dir.: Gabriele Ferro (Erato)
- 1993: mit Eva Mei (Norina), Frank Lopardo (Ernesto), Renato Bruson (Don Pasquale), Thomas Allen (Malatesta) u. a., Chor und Symphonieorchester des Bayerischen Rundfunks, Dir.: Roberto Abbado (RCA)
- 2007: mit Patrizia Ciofi (Norina), Norman Shankle (Ernesto), Simone Alaimo (Don Pasquale), Marzio Giossi (Malatesta) u. a., Chor des Grand Théâtre de Genève, Orchestre de la Suisse Romande, Dir.: Evelino Pidò (Premiere Opera; LIVE)

### Filme
- 1955: mit Alda Noni (Norina), Cesare Valletti (Ernesto), Italo Tajo (Don Pasquale), Sesto Bruscantini (Malatesta) u. a., Chor und Orchestra Sinfonica della RAI di Milano, Dir.: Alberto Erede
- 1994: mit Nuccia Focile (Norina), Gregory Kunde (Ernesto), Ferruccio Furlanetto (Don Pasquale), Lucio Gallo (Malatesta) u. a., Chor und Orchester der Mailänder Scala, Dir.: Riccardo Muti